# Жипарана
Жипарана, Жи-Парана, Мачадо (порт. Rio Ji-Paraná, Rio Machado) — річка у Південній Америці, в центрально-західній Бразилії, протікає територією штату Рондонія — права притока річки Мадейри. Належить до водного басейну Амазонки → Атлантичного океану.

## Географія
Річка бере свій початок на південному-сході штату Рондонія (повністю протікає по його території), на височині Шепада-дус-Паресіс, в районі міста Вільєна із річки Комемораціон, за кілька десятків кілометрів на південь від витоку річки Рузвельт (ліва притока річки Аріпуанан). Тече у північному — північно-західному напряму до міста Презіденті-Медічі, далі на північ, потім на північний захід, між басейнами річок Аріпуанан — на сході, Ріо-Жамарі — на заході та Гуапоре — на південному заході. Впадає у річку Мадейру із правого берега. У верхній течії річка має назву — Мачадо, а в самому верхів'ї — Комемораціон.
Річка Жипарана має загальну довжину 820 км, а від витоку річки Комемораціон — 995 км. Середньорічний стік води, у гирлі, становить 2 100 м³/с. Живлення дощове.

## Населенні пункти
Найбільші населенні пункти на берегах річки (від витоку до гирла): Пімента-Буену, Какоал, Презіденті-Медічі, Жи-Парана.

## Притоки
Річка Жипарана на своєму шляху приймає воду багатьох приток, найбільші із них (від витоку до гирла):
- Комемораціон (витік річки Жипарани, ~ 175 км)
- Мачадо (складова річки Жипарани, ~ 40 км)
- Пімента-Буену (ліва, ~ 270 км)
- Ріозінго (права, ~ 70 км)
- Ролім-ду-Моура (ліва, ~ 125 км)
- Мукуї (ліва, ~ 150 км)
- Урупа (ліва, ~ 275 км)
- Жару (ліва, ~ 265 км)
- Мачадінго (ліва, ~ 230 км)
- Прето (ліва, ~ 440 км)